# ジョー・エリオット

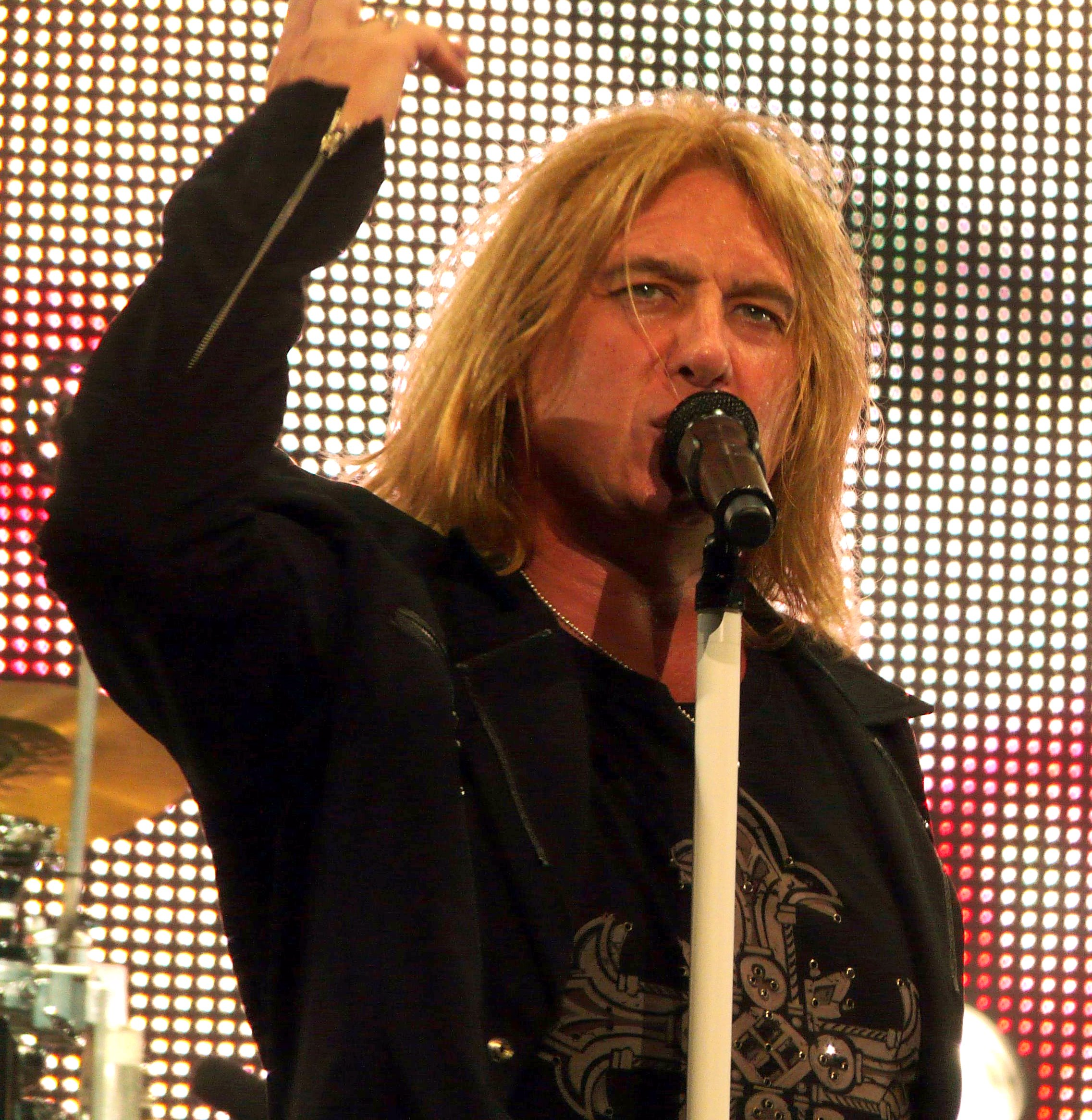
カナダ・マニトバ州ウィニペグ公演にて（2008年8月13日撮影）

ジョー・エリオット（Joe Elliott、本名:ジョセフ・トーマス・エリオット、1959年8月1日 - ）は、イギリスのロックバンド、デフ・レパードのヴォーカリストである。身長187cm。

## デフ・レパードでの経歴
1977年の11月、ジョー・エリオットは、地方のアトミック・マスのメンバーであったピート・ウィリスに乗るはずであったバスに乗り遅れた時に出会った。2人ともミュージシャンであることが分かり、残りのアトミック・マスのメンバーに会い、最初はギタリストとしてオーディションを受けた。バンドのメンバーは彼の声に印象を受け、彼をヴォーカリストとして雇うことにした。バンドは、彼がバンド名を"Deaf Leopard"（聾の豹）に変えようという彼の提案を採用した。しかし、彼は当時のパンクバンド名に動物の名前を含んだものをつけるというイギリスの流行を嫌い、後に現在の綴りである"Def Leppard"（発音は同じ）に改称する。また、故意に異なった綴りにすることでレッド・ツェッペリンに敬意を表す意味もあったようである。すぐに彼はバンドに不可欠な存在となり、また、彼の作詞力はバンドに著しく貢献した。エリオットは、閃きのもととして彼の広い音楽の趣味を活用し、優れた作詞をした。また、彼はデフ・レパードの曲は個人的な感情を含めたものではなく聴く人が容易に感情移入できる歌詞であるとも述べている。彼は、ギターやドラム、ピアノ、キーボードも操ることができる。

## トリビア
- デフ・レパードのオーディションでレッド・ツェッペリンの「天国への階段」を歌い、オクターブを変えるのに失敗しているが、バンドのメンバーらは彼のルックスや熱意に印象を受け、最終的に加入に至った。
- ロケットの映像(1'48"頃)の中でキッススタイルのメイクを施したエリオットを見ることができる。また、T・レックスにも影響を受けている。
- シェフィールド・ウェンズデイを応援するリック・サヴェージとは異なり、エリオットはシェフィールド・ユナイテッドのファンである。
- 菜食主義者である。
- ロン・ウッドのソロ・アルバム「Slide On This」にゲスト参加している。ロンによると、「『憧れのストーンズのメンバーに呼ばれるなんて夢みたいだ』って、ガキみたいに大はしゃぎしてたよ(笑)」とのこと。

## ディスコグラフィー

### 参加作品
- ディープ・パープル マシン・ヘッド・トリビュート:リ・マシンド（2012年）